# Ljuta (Konavle)
Ljuta je naselje smješteno u centralnom dijelu općine Konavle, pod padinama planine Sniježnica.

## Zemljopisni položaj
Selo Ljuta je smješteno pod planinom Sniježnica u blizini Konavoskog polja, oko 3 km sjeverno od mjesta Gruda.

## Naziv
Ljuta je dobila ime po istoimenoj rijeci Ljuta.

## Povijest
Tijekom Domovinskog rata selo Ljuta okupirali su JNA i četničke postrojbe te je mjesto skoro u potpunosti bilo uništeno, popljačkano i popaljeno.

## Gospodarstvo
Gospodarstvo u Ljutoj se zasniva na poljodjeljstvu.

## Stanovništvo
U Ljutoj prema popisu stanovnika iz 2011. godine živi 194 stanovnika uglavnom Hrvata katoličke vjeroispovjesti.
| broj stanovnika | 248   | 255   | 276   | 291   | 282   | 239   | 207   | 206   | 208   | 215   | 194   | 213   | 201   | 214   | 192   | 194   | 183   |
|                 | 1857. | 1869. | 1880. | 1890. | 1900. | 1910. | 1921. | 1931. | 1948. | 1953. | 1961. | 1971. | 1981. | 1991. | 2001. | 2011. | 2021. |

## Šport
- NK Jadran Ljuta
- MNK Jadran Ljuta